# Ketkovice
Ketkovice (deutsch Ketkowitz) ist eine Gemeinde in Tschechien. Sie liegt elf Kilometer nordwestlich von Ivančice und gehört zum Okres Brno-venkov.

## Geographie
Ketkovice befindet sich am Rande des Naturparks Oslava im Südwesten der Bobravská vrchovina. Das Dorf liegt auf einer Hochfläche über den Tälern der Chvojnice und Oslava in der Quellmulde des Baches Ketkovický potok. Östlich erhebt sich der Kamenný vrch (436 m), im Süden die Dlouhé příčky (415 m), westlich der Ketkovický kopec (457 m) und die Kozí hřbety (430 m) sowie im Nordwesten der Příčný (445 m). Nördlich verläuft die Bahnstrecke Střelice–Okříšky, dort liegt auch die Bahnstation Rapotice. Westlich des Dorfes liegt auf dem Ketkovický kopec ein ehemaliges Militärobjekt.
Nachbarorte sind Rapotice im Norden, Vysoké Popovice im Nordosten, Lukovany, Důl Anna und Zbýšov im Osten, Mašinka, Padochov, Zaraženský Dvůr und Oslavany im Südosten, Čučice, Ketkovský Mlýn und Senorady im Süden, Mohelno und Kladeruby nad Oslavou im Südwesten, Kuroslepy im Westen sowie Březník und Sudice im Nordwesten.

## Geschichte
Archäologische Funde auf dem Gebiet der Gemeinde lassen sich bis in die Jungsteinzeit datieren.
Die erste schriftliche Erwähnung des Dorfes erfolgte im Jahre 1101 als Ulrich von Brünn und Lutold von Znaim Ketkovice zusammen mit weiteren Dörfern dem Benediktinerorden als Grundlage für die Errichtung des Klosters Maria Himmelfahrt in Třebíč überließen. 1225 wurde das Zisterzienserinnenkloster Vallis sanctae Mariae in Oslavany im Zuge eines Gütertausches Besitzer von Ketkovice. In der Mitte des 13. Jahrhunderts erwarb der Templerorden das Dorf und schlug es seiner Kommende Jamolice, später der Burg Tempelstein zu. Die Templer ließen in Ketkovice die Kirche der hl. Katharina erbauen. In dieser Zeit entstand wahrscheinlich auch die Burg Levnov. Nach der Zerschlagung des Templerordens sind ab 1346 die Herren von Leipa als Besitzer von Ketkovice nachweisbar, die die Güter an die Herrschaft Krumlov anschlossen. Seit 1358 ist das Geschlecht von Lewnow als Besitzer der Burg genannt. Es wird angenommen, dass zur Burgherrschaft auch die zuvor den Templern untertänigen umliegenden Dörfer Čučice, Ketkovice, Sudice und Rapotice gehörten. Nach dem Erlöschen des Geschlechts von Lewnow fiel auch die Burg an die Herren von Leipa. Berchtold von Leipa  verpfändete um 1480 die Stadt Eibenschitz, den Flecken Rauchowan und die Dörfer Leipertitz, Herzmanitz, Ketkowitz, Czuczitz und Rapotitz sowie die Teuchte der wüsten Burg Rapstein an Wilhelm II. von Pernstein. Später wurde das Pfand wieder ausgelöst. Nach der Schlacht am Weißen Berg wurden 1621 die Güter des Bertold/Pertold von Leipa, der ein Anführer der mährischen Stände war, konfisziert. 1624 kaufte Gundaker von Liechtenstein die Herrschaft. 1797 wurde in Ketkovice in einer Chaluppe mit Unterstützung der Liechtensteiner eine Dorfschule eingerichtet. Bis zur Mitte des 19. Jahrhunderts blieb Ketkovice nach Krumlov untertänig.
Nach der Aufhebung der Patrimonialherrschaften bildete Ketkovice ab 1850 einen Ortsteil der Gemeinde Čučice in der Bezirkshauptmannschaft Třebíč. Zu dieser Zeit nahm der Steinkohlenbergbau im benachbarten Rossitz-Oslawaner Becken einen großen Aufschwung. Dies wirkte sich auch auf Ketkovice aus; ein Teil der Bewohner des zuvor rein bäuerlichen Dorfes verdiente sich seinen Lebensunterhalt als Bergarbeiter in den Steinkohlengruben oder arbeitete in der Zuckerfabrik von Oslavany. In den 1880er Jahren löste sich Ketkovice von Čučice los und bildete eine eigene Gemeinde. 1885 nahm nördlich des Dorfes die Bahnstrecke Střelice–Okříšky den Betrieb auf. Die Straße nach Oslavany entstand 1890. 1907 erhielt die Ketkovský Mlýn einen Straßenanschluss. Die unterhalb der Ruine Levnov gelegene Mühle befindet sich seit Generationen im Besitz der Müllerfamilie Vydra. Mehrere Familienmitglieder wirkten auch autodidaktisch als Maler, der bekannteste von ihnen war Bohumil Vydra. In den 1920er Jahren errichtete die Familie Vydra neben der Mühle eine Trampsiedlung. 1930 erwarb der Müller Vydra eine alte Eisenbrücke und baute sie oberhalb der Mühle als Übergang über die Oslava auf. 1922 wurde die Straße nach Lukovany gebaut.
Zwischen 1949 und 1960 gehörte Ketkovice zum Okres Rosice und nach dessen Auflösung mit Beginn des Jahres 1961 zum Okres Brno-venkov. Zwischen 1986 und 1990 war Ketkovice nach Oslavany eingemeindet. In den 1990er Jahren gab die tschechoslowakische Armee die Stellung auf dem Ketkovický kopec auf. Seit 1996 führt Ketkovice ein Wappen und Banner. Das Kasernengelände wurde im Jahre 2008 durch das Verteidigungsministerium zum Verkauf ausgeschrieben.

## Gemeindegliederung
Für die Gemeinde Ketkovice sind keine Ortsteile ausgewiesen.

## Sehenswürdigkeiten
- Kirche der hl. Katharina am Dorfplatz, sie entstand 1780 anstelle eines aus dem 13. Jahrhundert stammenden Vorgängerbaus. Der Kirchturm erhielt seine heutige Gestalt im Jahre 1892.
- Naturreservat Údolí řeky Oslavy a Chvojnice, westlich von Ketkovice
- Ruinen der Burgen Kraví Hora und Levnov, südwestlich über dem Zusammenfluss von Oslava und Chvojnice
- Čertův jazyk (Teufelszunge), größter Mäander der Oskava, südlich von Ketkovice